# 洪琴村
洪琴村，旧名洪鲸，是中华人民共和国安徽省黄山市歙县霞坑镇下辖的一个村级行政单位，伏源河畔，与鸿飞村毗邻。2005年辖洪琴、野鸡坞、金光眼、高坞山、郑坑店、塘坞6自然村，人口接近3000人，其中大部分为汪姓，其他为胡姓、凌姓和洪姓。
洪琴村拥有千年历史，繁荣异常，“千灶万丁”，现在保存有三十多幢古民居，雕刻精美。2019年6月6日，洪琴村列入第五批中国传统村落名录。
洪琴村中心的人字街，集中分布多座祠堂，北侧有叙伦堂、聚五堂、复礼堂，南侧有四份厅、文昌阁，后有仕清书院、敦睦堂，往下去有胡氏祠堂、凌氏祠堂和洪氏祠堂。村内寺庙有关帝庙、忠烈庙、香油寺等。洪琴村前山有石龙洞，清雍正年间曾发生村人涉嫌反清复明被官军集体屠杀，血水染红深渡河的事件。
洪琴村的多处古建筑，荫德堂、蔚积堂、冯仁镜宅和积善堂等，已公布为歙县文物保护单位。其他历史建筑尚有文昌阁、淇园、求书轩、顺德堂、是政堂等。